# Vattetot-sous-Beaumont
 Vattetot-sous-Beaumont  es una población y comuna francesa, en la región de Alta Normandía, departamento de Sena Marítimo, en el distrito de Le Havre y cantón de Goderville.

## Demografía
| 363 | 345 | 279 | 361 | 484 | 490 |
| Para los censos de 1962 a 1999 la población legal corresponde a la población sin duplicidades (Fuente: INSEE [Consultar]) |     |     |     |     |     |